# Кайла Гаррісон
Кайла Гаррісон  (англ. Kayla Harrison; нар. 2 липня 1990) — американська дзюдоїстка, дворазова олімпійська чемпіонка.

## Виступи на Олімпіадах
| Олімпіада   | Дисципліна           | Місце |
| ----------- | -------------------- | ----- |
| Лондон 2012 | напівважка категорія | 1     |
| Ріо 2016    | напівважка категорія | 1     |